# 萬坪站
萬坪站（：／ Manpyeong yeok */?）是大邱地鐵3號線沿線的一座高架車站，位於韓國大邱廣域市北區飛山洞。

## 車站結構
站體為2面2線側式月台的高架車站，候車月台設有半高式月台門，並有2處出口。

### 月台配置
| 工團 ↑     |
| \| 上      |
| ↓ 八達市場 |

| 月台 | 路線               | 目的地                           |
| ---- | ------------------ | -------------------------------- |
| 上行 | ●大邱都市鐵道3號線 | 工團、梅川市場、漆谷慶大醫院方向 |
| 下行 | ●大邱都市鐵道3號線 | 八達市場、西門市場、龍池方向     |

## 歷史
- 2015年4月23日：開通啟用。

## 車站周邊
- 西大邱高速巴士客運站（朝鲜语：서대구고속버스터미널）
- 大邱北部城際客運站
- 八達新市場
- E-MART TRADERS（朝鲜语：이마트 트레이더스）飛山店
- 飛山7洞郵局
- 新韓銀行飛山洞分行
- 友利銀行魯院洞分行
- 中小企業銀行飛山洞分行
- 西大邱初等學校

## 圖片

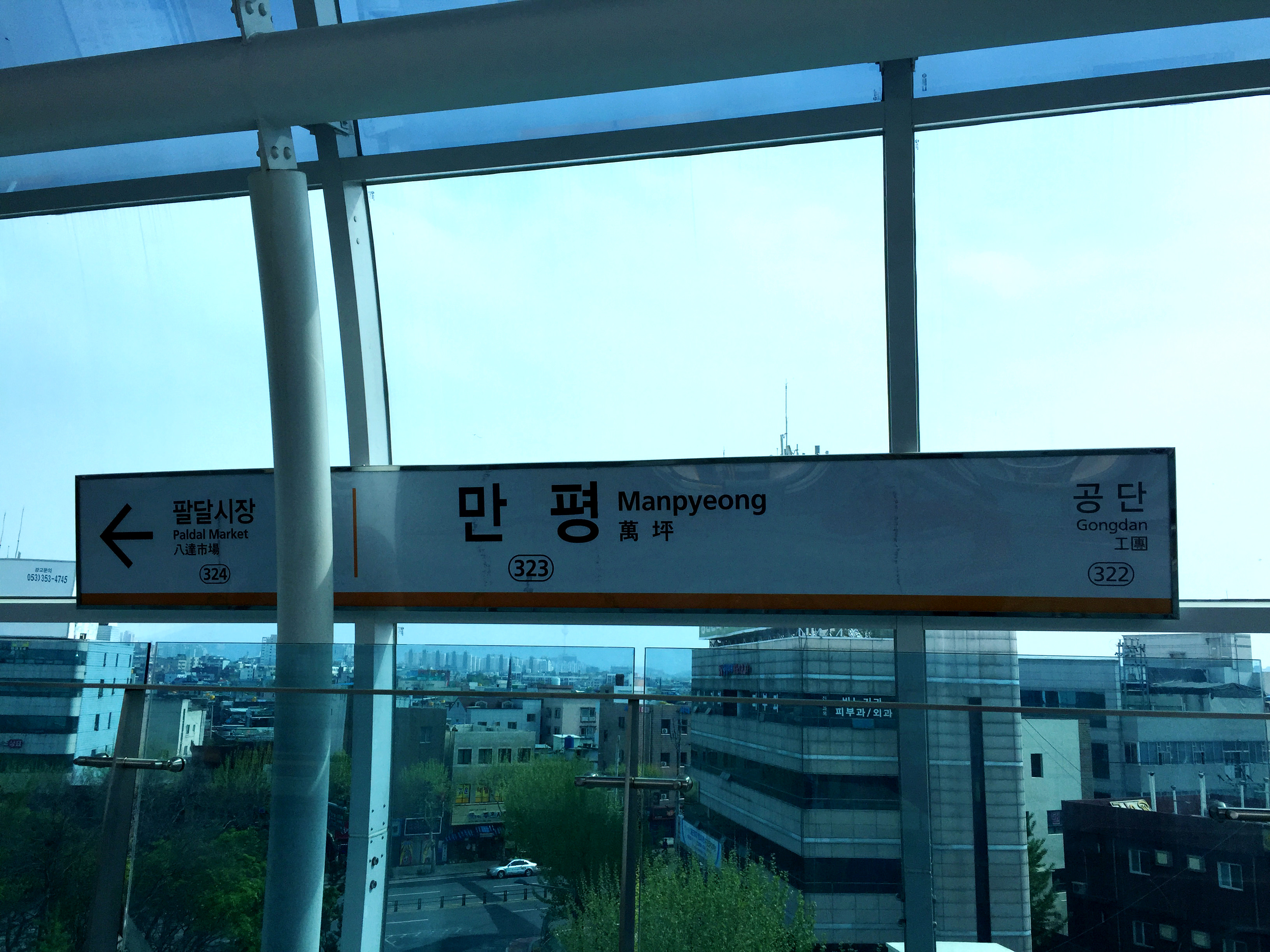
站名牌
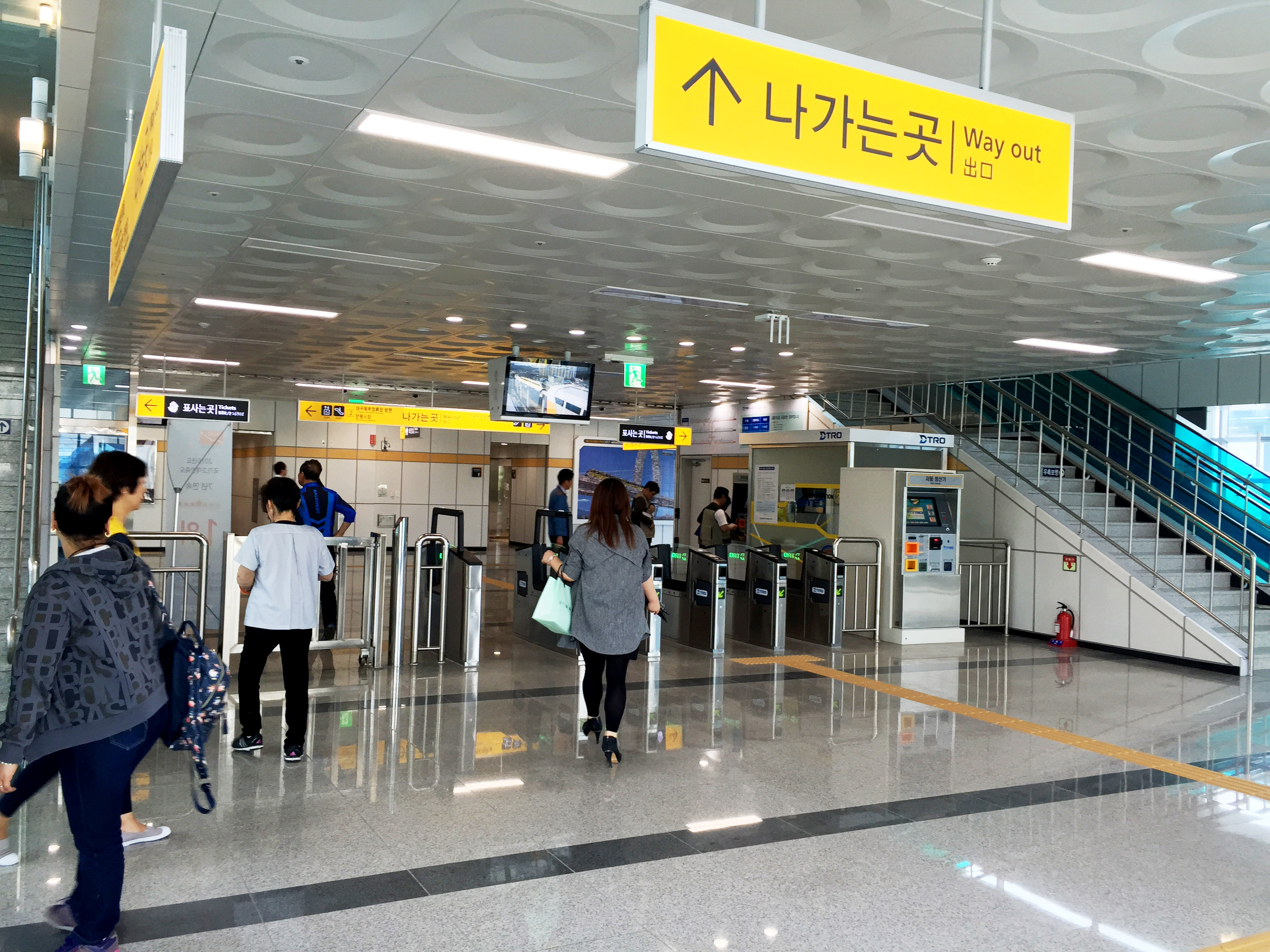
剪票閘口
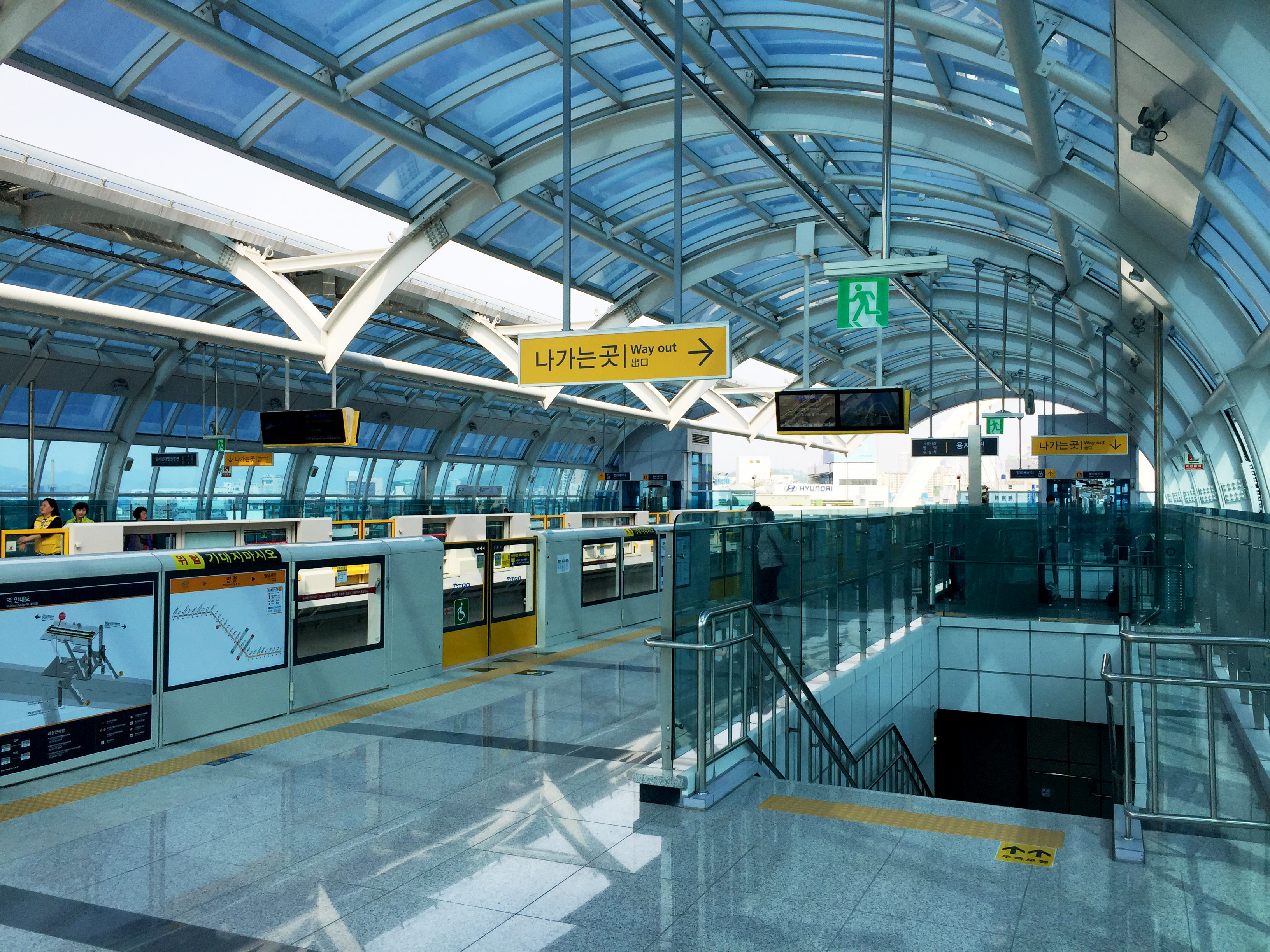
候車月台
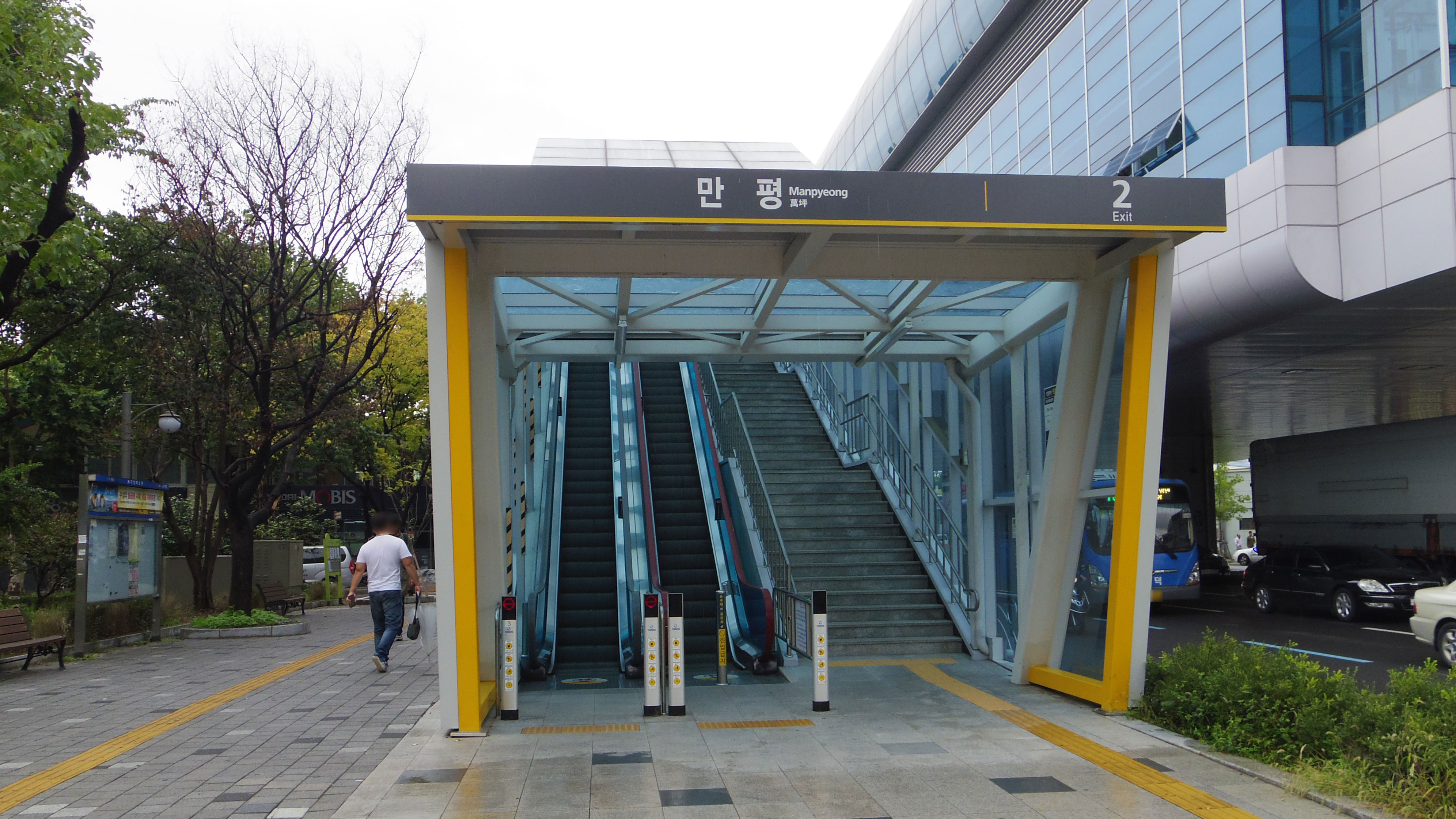
2號出口
車站建築

## 相鄰車站
大邱都市鐵道公社
●大邱都市鐵道3號線
工團（322）－萬坪（323）－八達市場（324）